# Divya Kakran
Divya Kakran (ur. 2 lipca 1998) – indyjska zapaśniczka walcząca w stylu wolnym. Zajęła siódme miejsce na mistrzostwach świata w 2021 roku.
Brązowa medalistka igrzysk azjatyckich w 2018. Złota medalistka mistrzostw Azji w 2020 i 2021; srebrna w 2017 i brązowa w 2019. Trzecia na igrzyskach Wspólnoty Narodów w 2018 i 2022. Mistrzyni Wspólnoty Narodów w 2017 roku.
Trzecia na MŚ U-23 w 2021. Mistrzyni Azji U-23 w 2019. Druga na mistrzostwach Azji juniorów w 2018 i trzecia w 2015. Mistrzyni Azji kadetek w 2015; trzecia w 2013 roku.
W roku 2020 została laureatką nagrody Arjuna Award.